# 大学问
《大学问》，为明朝大儒王守仁的重要著作，也是阳明学的重要典籍。
作为一部哲学著作，其主要致力阐发“万物一体之仁”。文本采用语录体。王守仁学生钱德洪在将《大学问》收入王守仁《文录·续编》中时，加入自己的心得体会（即“按语”）。
因有钱德洪的按语，有学者(哪位学者?)疑《大学问》系钱德洪伪作。